# Meteoropatia

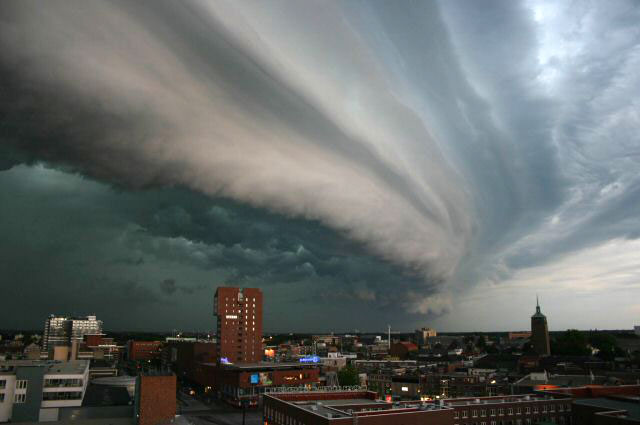
La meteoropatia ritiene che i cambiamenti della pressione atmosferica o di altri fenomeni meteorologici influenzino in modo significativo e diretto il corpo umano e la percezione del dolore.

La meteoropatia (dal greco μετέωρον, metéoron, lett. "cosa che è, che avviene in alto" e πάθος, pàthos, lett. "passione, malattia") è un termine che indica una condizione di dolore connessa ai cambiamenti della pressione atmosferica, dell'umidità o di altri fenomeni meteorologici. 
La scienza non riconosce il fenomeno della meteoropatia: le prove scientifiche raccolte non mostrano alcuna connessione tra il meteo e il dolore fisico, attribuendo la responsabilità del fenomeno in gran parte o interamente a bias cognitivi tra cui il bias di conferma.

## Credenze storiche
Un'ipotetica relazione tra cambiamenti del meteo e il dolore è stata documentata fin dall'antichità classica da Ippocrate, che intorno al 400 a.C. fu presumibilmente il primo a ipotizzare una connessione tra i due fenomeni. Prove aneddotiche fornite da persone come Monica Seles hanno rafforzato la credenza popolare secondo cui questo fenomeno sarebbe reale, nonostante la mancanza di prove a sostegno di tale tesi.

## Investigazione scientifica
Le prime investigazioni scientifiche suggerivano una connessione tra i due fenomeni. La prima pubblicazione a documentare un cambiamento nella percezione del dolore associato al meteo è stata l'American Journal of the Medical Sciences nel 1887. Ciò riguardava un singolo caso clinico che descriveva una persona con dolore da sindrome dell'arto fantasma e concludeva che "tempeste in avvicinamento, calo della pressione barometrica e la pioggia erano associate a un aumento del dolore". La maggior parte delle indagini che esaminano la relazione tra meteo e dolore ha studiato persone con diagnosi di artrite. Dopo aver esaminato molti casi clinici, il Journal of the American Medical Association (JAMA) riferì, nel 1929, che c'erano prove evidenti che "il clima caldo è benefico e le variazioni della pressione barometrica sono dannose per i pazienti con artrite".
Tuttavia investigazioni scientifiche più recenti e accurate hanno messo in dubbio le affermazioni passate. Confutando l'affermazione relativa alla pressione barometrica del 1929 del JAMA, in un articolo d'inizio anni 2000, intitolato "Do Your Aches, Pains Predict Rain?" (lett. "Dolori e mali fisici predicono la pioggia?"), il professore di scienze atmosferiche Dennis Driscoll ha affermato: "Le persone devono rendersi conto che i cambiamenti di pressione associati alle tempeste sono piuttosto piccoli". In effetti, Driscoll osservava che i cambiamenti associati a una tempesta sono quasi equivalenti a ciò che una persona sperimenta salendo un alto edificio in ascensore. Finora, nella letteratura medica non ci sono state molte segnalazioni di persone con artrite aggravata da viaggi in ascensore. Uno studio pubblicato sul "British Medical Journal" nel 2017 ha esaminato le segnalazioni di dolori articolari o alla schiena di milioni di visite mediche tra il 2008 e il 2012 registrate da Medicare, il sistema sanitario statunitense per gli anziani. Ha confrontato questi dati con i dati sulla pioggia registrati dalla National Oceanic and Atmospheric Administration, ma non ha trovato alcuna correlazione. Lo studio ha concluso che: "I dati riguardo milioni di visite ambulatoriali di anziani americani incrociati con i dati delle precipitazioni giornaliere non hanno mostrato alcuna relazione tra precipitazioni e visite ambulatoriali per dolori articolari o alla schiena. Ciò riguardava sia la popolazione complessiva più anziana che i pazienti affetti da artrite reumatoide in particolare".